# Draumkvedet

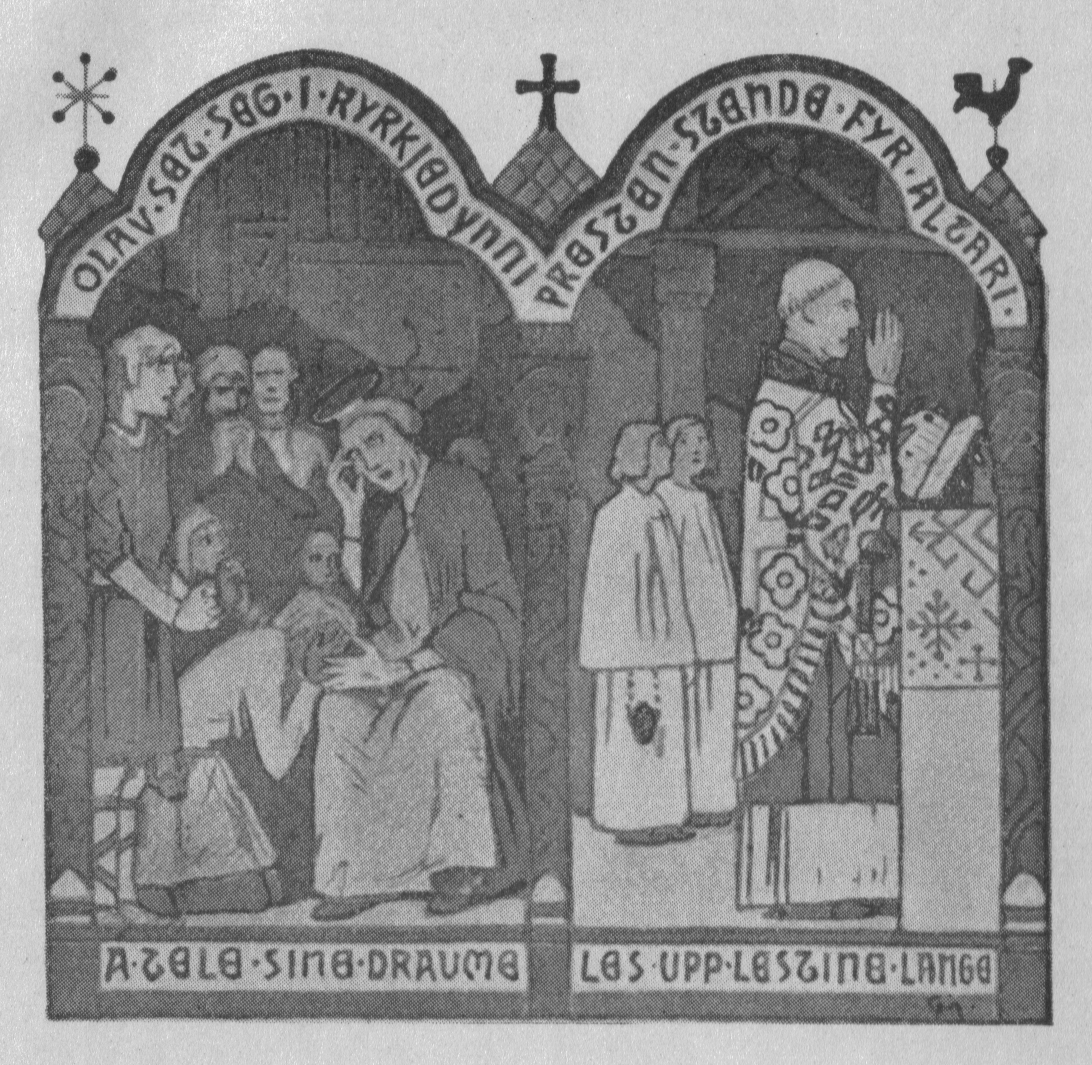
Prästen inför altaret och Olav i kyrkdörren; illustration av Gerhard Munthe till Norsk forening for bogkunsts utgåva från 1904

Draumkvedet är en norsk medeltidsballad. Den handlar om en man vid namn Olav som har sovit från julafton till trettondedag jul. Efter att ha vaknat rider han till kyrkan och berättar om de syner från dödsriket han upplevt. Innehållet knyter an till medeltidens tradition av visionsdikter. Texten upptecknades första gången 1842 och finns i flera versioner. Det är Norges mest kända folkvisa.

## Datering och tillkomst
Jørgen Moe argumenterade för att Draumkvedet var en variant av den isländska Solsången. Sophus Bugge föreslog ett släktskap med den irländska Tundals vision. Den svenske balladforskaren Bengt R. Jonsson har argumenterat för att balladen har tillkommit i Norge mellan 1350 och 1550. Det katolska innehållet gör det osannolikt att texten skulle härstamma från tiden efter reformationen.
Det finns över 100 uppteckningar av balladen, men de flesta består endast av korta brottstycken. De två mest värdefulla uppteckningarna anses vara de efter Maren Ramskeid i Brunkeberg och Anne Lillegaard i Lårdal. Den mest spridda versionen skapades av Moltke Moe, som utgick från en rad källor för att skapa en helhet.

## Eftermäle
Antroposofins grundare Rudolf Steiner var mycket fascinerad av balladen. Tillsammans med Ingeborg Møller översatte han den till tyska och bidrog till dess internationella uppmärksamhet.
Balladen har tonsatts av bland andra Ludvig Mathias Lindeman, David Monrad Johansen, Klaus Egge, Sparre Olsen, Johan Kvandal, Ludvig Nielsen, Eivind Groven och Arne Nordheim. De flesta av dessa håller sig nära de traditionella melodier som upptecknats.
Draumkvedet har givit inspiration till en rad bildkonstverk. Mest känd är en 55 meter lång broderad textil skapad 1980–1993 av Torvald Moseid. Denna upptar ett eget rum i Telenors högkvarter på Fornebu.
En operaliknande bearbetning sattes upp på Det norske teatret 1994.

### Diskografi
- Aslak Høgetveit. Draumkvedet. 1966 (lp) / 2002 (cd). Moltke Moes text.
- Agnes Buen Garnås. Draumkvedet. Kirkelig kulturverksted, 1984 (lp) / 1992 (cd). Text från Landstads Norske Folkeviser.
- Dagne Groven Myhren sjunger ett utdrag till Eivind Grovens arrangemang för renstämd orgel på LP-skivan Som Symra rein og blå (1985), utgiven på CD (1999).
- Ellen Nordstoga, Halvor Håkanes, Kåre Nordstoga, Alf Tveit och Per Egil Hovland. Draumkvedet. Heilo, 1995. Moltke Moes text.
- Trondhjems Studentersangforening. Draumkvedet. 1997 (cd). Komposition för manskör av David Monrad Johansen, op. 7. Moltke Moes text.
- Sondre Bratland. Draumkvedet. Kirkelig kulturverksted, 2002. Egen text sammansatt från flera källor.
- Berit Opheim Versto (sång) och Karl Seglem (bockhorn). Draumkvedet. NORCD, 2008.
- Neograss. Draumkvedet. 2015.